# デカボラン
デカボラン(Decaborane)またはデカボラン(14)(Decaborane(14))は、化学式B10H14のボランである。白色の結晶で、構造的に、また他のホウ素-水素化合物の前駆体として、ホウ素-水素クラスター化合物の中で主要なものの一つである。毒性があり、揮発性で、不快な匂いを持つ。

## 取り扱い、性質、構造
デカボラン(14)の物理的性質はナフタレン及びアントラセンと似ている。これら3つは全てが揮発性の無色の固体である。精製は、一般的に昇華により行われる。燃焼性が高いが、他のボランと同様に明るい緑色の炎を出して燃える。湿った空気に対してはあまり反応しないが、沸騰水中で加水分解され、水素を放出してホウ酸の水溶液となる。冷水の他、様々な非極性溶媒や穏やかな極性の溶媒に溶解する。
デカボラン中での10個のホウ素からなる枠組みは、不完全な十八面体に似ている。各々のホウ素原子は、1つのラジカル状水素化物を持ち、クラスターの開放部付近にある4つのホウ素原子はさらに余分な水素化物を持つ。クラスター化学の用語では、この構造は、"nido"に分類される。

## 合成と反応
より小さな水素化ホウ素クラスターの熱分解により合成される。例えば、ジボランやペンタボラン(9)の熱分解により、水素分子が失われ、デカボランが合成される。研究室スケールでは、水素化ホウ素ナトリウムを三フッ化ホウ素で処理してNaB11H14とし、これを酸化してボランと水素ガスを遊離させる。
これをアセトニトリルやジエチルスルフィド等のルイス塩基と反応させて付加物を形成する。
B10H14 + 2 L → B10H12L2 + H2
これらの分子種は"arachno"クラスターに分類される。これをアセチレンと反応させると、"closo"型のo-カルボランとなる。
B10H12·2L + C2H2 → C2B10H12 + 2 L + H2
デカボラン(14)は弱いブレンステッド酸で、脱水素化で生じるアニオン[B10H13]-は再びnido型となる。
ベレロシュ反応では、デカボランは、arachno-CB9H14-に変換される。
B10H14 +  CH2O  + 2 OH−  +  H2O  →  CB9H14−  +  B(OH)4−  +  H2

## 利用
現状、特段の用途はないが、研究は行われている。
2018年、LPP Fusionは、核融合実験の次の段階でデカボランを用い計画を発表した。デカボランは、半導体製造においてホウ素のイオン注入を低エネルギーで可能であると評価されている。また、ホウ素を含む薄膜製造のためのプラズマCVDにも用いられる。核融合実験では、ホウ素が中性子を吸収する性質を用い、これらのホウ素を豊富に含む薄膜は、トカマク型の真空室を「ホウ素化」し、プラズマに粒子や不純物が再び持ち込まれるのを削減して全体の性能を向上させるのに用いられる。
また、デカボランは、高性能のロケット燃料の添加物としても用いられる。エチルデカボラン等、誘導体も研究されている。
ケトン及びアルデヒドの還元的アミノ化の効率的な試薬として用いられる。

## 安全性
ペンタボランよりは弱いが、ペンタボランと同様に中枢神経系に作用する強力な毒である。皮膚から吸収されうる。
昇華による精製のためには、発生するガスを除去するために継続的な排気が必要である。粗サンプルは、100℃近くで爆発する。
四塩化炭素と混合すると爆発物となり、製造工場で頻繁に言及される爆発原因となる。

## 関連文献
- “Decaborane(14)”. WebBook.   NIST. 2022年1月28日閲覧。
- “Boron and Compounds”. National Pollutant Inventory.   Australian Government. 2022年1月28日閲覧。
- “Decaborane”.   Organic Chemistry Portal. 2022年1月28日閲覧。
- “Boron compounds: decaborane (14)”.   WebElements. 2022年1月28日閲覧。
- “NIOSH Pocket Guide to Chemical Hazards - Decaborane”.   Centers for Disease Control and Prevention. 2022年1月28日閲覧。